# Highland Lakes (Alabama)
Highland Lakes est un census-designated place situé dans l’État américain de l'Alabama, dans le comté de Shelby.

## Démographie
| 2010 | - | - | - | - | - |
| ---- | - | - | - | - | - |
| 412  | - | - | - | - | - |